# Perscheloribates conjuges
Perscheloribates conjuges är en kvalsterart som först beskrevs av Hammer 1967.  Perscheloribates conjuges ingår i släktet Perscheloribates och familjen Scheloribatidae. Inga underarter finns listade i Catalogue of Life.